# 1793 год
1793 (ты́сяча семьсо́т девяно́сто тре́тий) год  по григорианскому календарю — невисокосный год, начинающийся во вторник. Это 1793 год нашей эры, 3‑й год 10‑го десятилетия XVIII века 2‑го тысячелетия, 4‑й год 1790‑х годов. Он закончился 232 года назад.
| Пн | Вт | Ср | Чт | Пт | Сб | Вс |
|    | 1  | 2  | 3  | 4  | 5  | 6  |
| 7  | 8  | 9  | 10 | 11 | 12 | 13 |
| 14 | 15 | 16 | 17 | 18 | 19 | 20 |
| 21 | 22 | 23 | 24 | 25 | 26 | 27 |
| 28 | 29 | 30 | 31 |    |    |    |

| Пн | Вт | Ср | Чт | Пт | Сб | Вс |
|    |    |    |    | 1  | 2  | 3  |
| 4  | 5  | 6  | 7  | 8  | 9  | 10 |
| 11 | 12 | 13 | 14 | 15 | 16 | 17 |
| 18 | 19 | 20 | 21 | 22 | 23 | 24 |
| 25 | 26 | 27 | 28 |    |    |    |

| Пн | Вт | Ср | Чт | Пт | Сб | Вс |
|    |    |    |    | 1  | 2  | 3  |
| 4  | 5  | 6  | 7  | 8  | 9  | 10 |
| 11 | 12 | 13 | 14 | 15 | 16 | 17 |
| 18 | 19 | 20 | 21 | 22 | 23 | 24 |
| 25 | 26 | 27 | 28 | 29 | 30 | 31 |

| Пн | Вт | Ср | Чт | Пт | Сб | Вс |
| 1  | 2  | 3  | 4  | 5  | 6  | 7  |
| 8  | 9  | 10 | 11 | 12 | 13 | 14 |
| 15 | 16 | 17 | 18 | 19 | 20 | 21 |
| 22 | 23 | 24 | 25 | 26 | 27 | 28 |
| 29 | 30 |    |    |    |    |    |

| Пн | Вт | Ср | Чт | Пт | Сб | Вс |
|    |    | 1  | 2  | 3  | 4  | 5  |
| 6  | 7  | 8  | 9  | 10 | 11 | 12 |
| 13 | 14 | 15 | 16 | 17 | 18 | 19 |
| 20 | 21 | 22 | 23 | 24 | 25 | 26 |
| 27 | 28 | 29 | 30 | 31 |    |    |

| Пн | Вт | Ср | Чт | Пт | Сб | Вс |
|    |    |    |    |    | 1  | 2  |
| 3  | 4  | 5  | 6  | 7  | 8  | 9  |
| 10 | 11 | 12 | 13 | 14 | 15 | 16 |
| 17 | 18 | 19 | 20 | 21 | 22 | 23 |
| 24 | 25 | 26 | 27 | 28 | 29 | 30 |

| Пн | Вт | Ср | Чт | Пт | Сб | Вс |
| 1  | 2  | 3  | 4  | 5  | 6  | 7  |
| 8  | 9  | 10 | 11 | 12 | 13 | 14 |
| 15 | 16 | 17 | 18 | 19 | 20 | 21 |
| 22 | 23 | 24 | 25 | 26 | 27 | 28 |
| 29 | 30 | 31 |    |    |    |    |

| Пн | Вт | Ср | Чт | Пт | Сб | Вс |
|    |    |    | 1  | 2  | 3  | 4  |
| 5  | 6  | 7  | 8  | 9  | 10 | 11 |
| 12 | 13 | 14 | 15 | 16 | 17 | 18 |
| 19 | 20 | 21 | 22 | 23 | 24 | 25 |
| 26 | 27 | 28 | 29 | 30 | 31 |    |

| Пн | Вт | Ср | Чт | Пт | Сб | Вс |
|    |    |    |    |    |    | 1  |
| 2  | 3  | 4  | 5  | 6  | 7  | 8  |
| 9  | 10 | 11 | 12 | 13 | 14 | 15 |
| 16 | 17 | 18 | 19 | 20 | 21 | 22 |
| 23 | 24 | 25 | 26 | 27 | 28 | 29 |
| 30 |    |    |    |    |    |    |

| Пн | Вт | Ср | Чт | Пт | Сб | Вс |
|    | 1  | 2  | 3  | 4  | 5  | 6  |
| 7  | 8  | 9  | 10 | 11 | 12 | 13 |
| 14 | 15 | 16 | 17 | 18 | 19 | 20 |
| 21 | 22 | 23 | 24 | 25 | 26 | 27 |
| 28 | 29 | 30 | 31 |    |    |    |

| Пн | Вт | Ср | Чт | Пт | Сб | Вс |
|    |    |    |    | 1  | 2  | 3  |
| 4  | 5  | 6  | 7  | 8  | 9  | 10 |
| 11 | 12 | 13 | 14 | 15 | 16 | 17 |
| 18 | 19 | 20 | 21 | 22 | 23 | 24 |
| 25 | 26 | 27 | 28 | 29 | 30 |    |

| Пн | Вт | Ср | Чт | Пт | Сб | Вс |
|    |    |    |    |    |    | 1  |
| 2  | 3  | 4  | 5  | 6  | 7  | 8  |
| 9  | 10 | 11 | 12 | 13 | 14 | 15 |
| 16 | 17 | 18 | 19 | 20 | 21 | 22 |
| 23 | 24 | 25 | 26 | 27 | 28 | 29 |
| 30 | 31 |    |    |    |    |    |

## События
- середина января — Суд над Людовиком XVI в Конвенте. Большинство депутатов высказалось за смертную казнь.
- 20 января — бывший телохранитель французского короля Пари убил в ресторане Пале-Рояля депутата Конвента Луи Мишеля Лепелетье де Сен-Фаржо, голосовавшего за казнь короля[1].
- 21 января — казнь Людовика XVI.
- январь — Французский посол выслан из Великобритании.
- начало года — Народ Франции требует закона о максимуме. Агитация «бешеных» (Жак Ру, Жан-Теофиль Леклерк, Варле).
- 23 января — второй раздел Речи Посполитой.
- 1 февраля — Объявление Францией войны Англии.
- 26 февраля — 3 марта — Конвент санкционирует конфискацию имущества всех врагов революции и его безвозмездную передачу «нуждающимся патриотам»
- 26 февраля — декрет Конвента о проведении «амальгамы» — объединения регулярных частей армии с волонтёрскими формированиями[2].
- февраль — Екатерина II издала указ о расторжении торгового договора с Францией, запрещении впускать в русские порты французские суда и в Россию — французских граждан.
- 4 марта — вторая инаугурация Джорджа Вашингтона.
- 10-14 марта — Начало контрреволюционного восстания в Вандее и Бретани.
- весна — Оформление первой коалиции: Великобритания, Австрия, Пруссия, Голландия, Испания, Сардиния, Неаполь, многие мелкие немецкие государства.
- 18 марта — Поражение французской армии Дюмурье при Неервиндене.
- конец марта — Дюмурье попытался двинуть свою армию в поход на Париж, потерпел неудачу и бежал к австрийцам.
- апрель — Якобинцы изменили свою позицию и стали выступать за установление твёрдых цен. Декрет о продаже «национальных имуществ», направленный против мелкого и среднего крестьянства. Крестьянские выступления в департаментах Гар, Ло, Сена-и-Уаза, Марна.
- апрель — Суд Революционного трибунала над Маратом. Марат оправдан.
- апрель — Отступление французов из Бельгии и Германии.
- 6 апреля — создан Комитет общественного спасения с широкими полномочиями, в частности с правом контроля над деятельностью министерств. Ведущую роль в нём играют Жорж Дантон и его сторонники[3].
- 4 мая — Введение твёрдых цен на зерно во Франции (первый максимум).
- середина мая — Создание «Комиссии 12-ти» Конвента. Контрреволюционный переворот жирондистов в Лионе. Попытки жирондистов захватить власть в ряде других городов.
- 20 мая — Декрет Конвента о принудительном займе.
- 31 мая — Народное восстание в Париже. Секции Парижа и отряды национальной гвардии (которой командовал якобинец Анрио) двинулись к зданию Конвента. Они потребовали упразднения Комиссии двенадцати, ареста ряда жирондистских депутатов. Речь Робеспьера. Конвент постановил распустить Комиссию двенадцати, но отказал в аресте депутатов.
- 1 июня — Марат призвал «суверенный народ» подняться на защиту революции.
- 2 июня — 80 тыс. национальных гвардейцев и граждан окружили здание Конвента, на которое по приказу Анрио направлены пушки. Конвент принял декрет о исключении 29 депутатов-жирондистов.
- 2 июня — начало якобинской диктатуры во Франции, продолжавшейся до 27 июля 1794 года.
- 3 июня — Декрет Конвента о льготном порядке продажи конфискованных земель эмигрантов малоимущим крестьянам.
- 10 июня — Декрет Конвента о возвращении крестьянам всех отнятых помещиками общинных земель и раздела общинных земель поровну на душу населения по требованию трети жителей[4].
- июнь — Английский флот блокировал побережье Франции.
- 24 июня — французский Конвент принял первую демократическую конституцию (которая так и не была приведена в действие). Высшая исполнительная власть предоставлялась Исполнительному совету из 24 человек (половина его членов ежегодно обновлялась). Конституция поставлена на утверждение первичных собраний избирателей и одобрена.
- июнь — Монархический мятеж разрастался в Вандее, Бретани, Нормандии. Жирондисты подняли восстание на Ю и ЮЗ Франции.
- 13 июля — убийство Марата Шарлоттой Корде.
- 17 июля — Декрет о полной и безвозмездной отмене феодальных прав, привилегий и повинностей во Франции. Феодальные акты и документы подлежали сожжению[4].
- июль — Конвент обновил Комитет общественного спасения. Дантон отстранён. В состав КОС избраны Сен-Жюст, Кутон, Лазар Карно. Реорганизован Комитет общественной безопасности.
- 27 июля — Максимилиан Робеспьер избран членом Комитета общественного спасения[3].
- 13 августа — начало проведении «амальгамы» — объединения регулярных частей армии с волонтёрскими формированиями[2].
- 23 августа — Декрет Конвента о всенародном ополчении и всеобщей мобилизации во Франции[2].
- 30 августа — Австрия и Великобритания заключают союзный договор против Франции[5].
- начало сентября — Жак Ру и другие вожди «бешеных» арестованы.
- 4-5 сентября — Крупные уличные выступления в Париже.
- 8 сентября — сражение при Гондсхоте. Французский генерал Лазар Гош заставляет англо-австрийские войска герцога Йоркского снять осаду Дюнкерка.
- 5-9 сентября — Декреты об организации Революционной армии во Франции.
- 12 сентября — разгром французов в сражении при Авен-ле-Сек в ходе Фландрийской компании[англ.] Войны первой коалиции.
- 17 сентября — Закон Конвента о «подозрительных».
- 29 сентября — Декрет о всеобщем максимуме во Франции.
- октябрь — Конвентом принят революционный календарь.
- осень — Среди якобинцев оформились две оппозиционные группировки:

1. Дантон, Демулен (редактор газеты «Старый кордельер»), Фабр д’Эглантин,
2. левые якобинцы (эбертисты) (Шометт, Эбер (редактор газеты «Отец Дюшен»)).

- осень — Преданы суду Революционного трибунала и казнены Мария-Антуанетта, многие контрреволюционеры. Прокурором Коммуны стал Шометт, его заместителем — Эбер.
- осень — Эбертисты стали проводить в Париже и кое-где в провинции политику «дехристианизации». По настоянию Робеспьера она прекращена.
- осень — Подавлен жирондистский мятеж на юге. Поражение вандейских мятежников.
- осень — Французские армии остановили и отбросили войска коалиции.
- конец октября — Создание Центральной продовольственной комиссии во Франции.
- 18 декабря — французскими войсками взят Тулон (ранее сданный контрреволюционерами англичанам).
- 22 декабря — объединённые Рейнская и Мозельская армии нанесли поражение австрийцам на высотах Рейсхофена, после чего войска генерала Гоша вошли в Вёрт и Флешвиллер.
- 26 декабря — армия генерала Гоша разбивает австрийские войска генерала Вурмзера на высотах Гейсберг и вступает в долину реки Лаутер.
- 28 декабря — после того как австрийская армия оставила Висамбург французские войска генерала Гоша вступают в Ландау и завершают кампанию в Эльзасе.

- Лазар Гош стал дивизионным генералом и командующим армией. Во главе военного министерства стоял полковник Бушотт. Генералы Марсо, Клебер, Ланн, Россиньоль.
- Присоединение к Франции Монако.

## Другие страны
- ноябрь — В Эдинбурге собрался «Британский конвент народных делегатов, объединившихся, чтобы добиться всеобщего избирательного права и ежегодных парламентов». Разогнан, его руководители сосланы на 14 лет в Австралию.
- 23 января — Второй раздел Речи Посполитой, Гродненский сейм.
- Основан Екатеринодар
- 23 марта — указ Сената России о создании Минской губернии с центром в Минске.
- 22 апреля — Джордж Вашингтон обнародует Декларацию о нейтралитете США в войне европейских стран против революционной Франции.
- 26 августа — на Гаити комиссар Конвента Леже-Фелисите Сантонакс издал декрет о полном и немедленном освобождении всех рабов[6].
- 19 сентября — британские войска начинают интервенцию во французскую колонию Гаити и вскоре занимают Порт-о-Пренс[6].

## Родились
См. также: Категория:Родившиеся в 1793 году

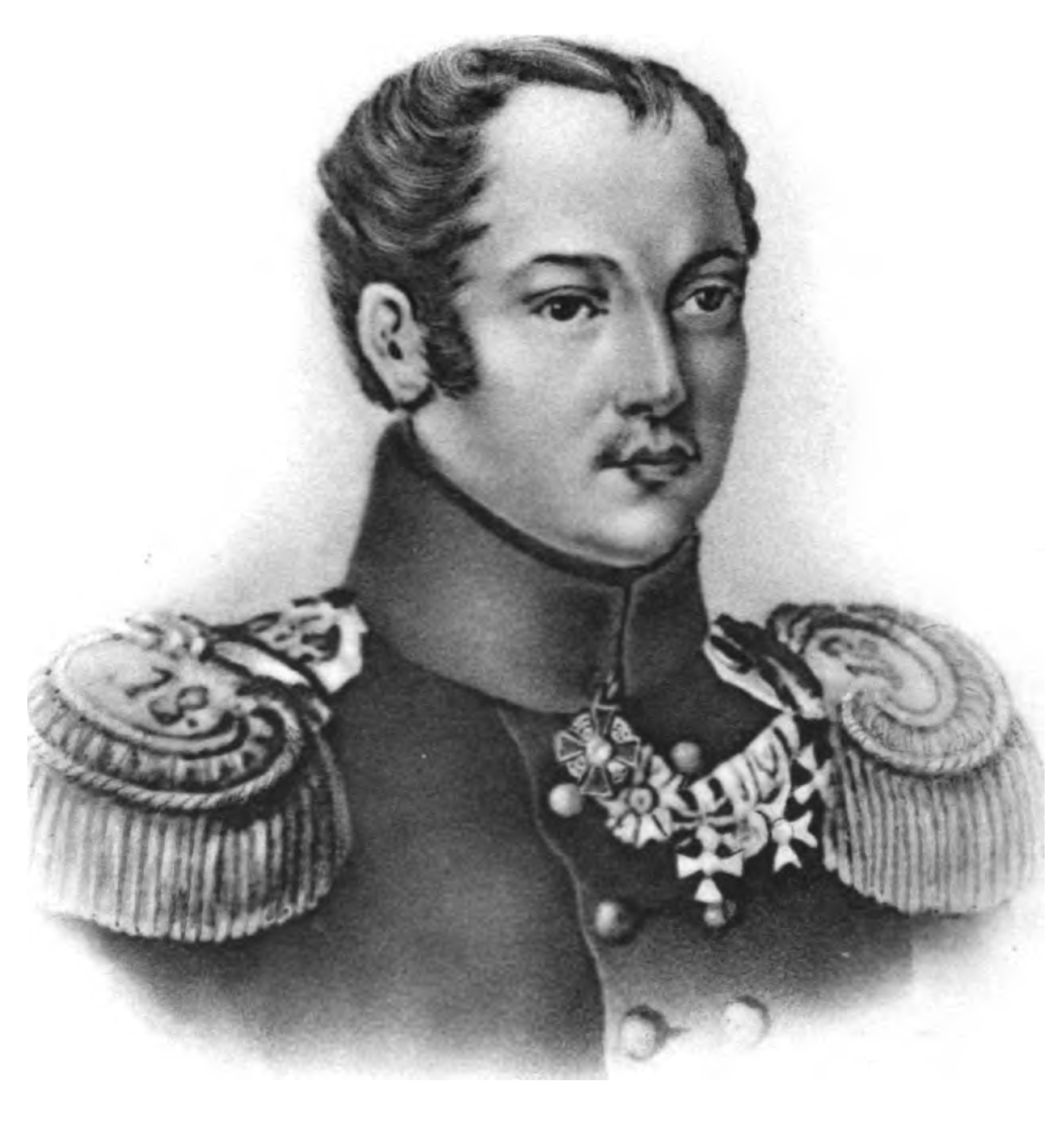
Пестель

- 5 апреля — Гавриил Степанович Батеньков, русский военный деятель, декабрист (ум. 1863).
- 15 апреля — Василий Яковлевич Струве (ум. 1864), академик, астроном и геодезист.
- 4 мая — Иван Михайлович Снегирёв, русский историк, этнограф, фольклорист, археолог (ум. 1868).
- 5 июля — Павел Иванович Пестель, русский военный деятель, декабрист (казнён 1826).
- 13 июля — Джон Клэр, английский поэт-самородок (ум. 1864 в психиатрической лечебнице).
- 18 августа — Жан-Антуан-Симеон Форт, французский художник (ум. 1861).
- 28 октября — Симонас Даукантас (Simonas Daukantas), литовский историк и писатель-просветитель (ум. 1864).
- 30 ноября — Пётр Андреевич Клейнмихель, главноуправляющий путей сообщения и публичных зданий Российской Империи (ум. 1869).

## Скончались
См. также: Категория:Умершие в 1793 году
- 20 января — Луи Мишель Лепелетье де Сен-Фаржо (Louis-Michel Lepeletier, marquis de Saint-Fargeau), маркиз, президент Парижского парламента, политик эпохи Французской революции, председатель Учредительного собрания Франции в 1790 году, автор «Плана национального воспитания» (род. 1760)
- 21 января — французский король Людовик XVI (казнён).
- 9 мая — Михаил Никитич Кречетников — российский государственный деятель, граф, генерал-аншеф екатерининской эпохи, основатель и генерал-губернатор центральнорусских губерний (родился в 1729 году).
- 13 июля — французский радикальный публицист Жан-Поль Марат; (убит в ванной Шарлоттой Корде).
- 14 июля — Жак Кателино, вождь вандейцев в борьбе с республиканской Францией (род. 1759)
- 17 июля — Мари Анна Шарлотта Корде́ д’Армон, убийца Жана-Поля Марата (род. 1768)
- 17 августа - Анри Жозеф Дюлоран, французский писатель и философ, бывший монах.
- 28 августа — дивизионный генерал Адам Филипп Кюстин, французский военачальник (род. 1742)
- 16 октября — французская королева, жена Людовика XVI Мария-Антуанетта (казнена).
- 31 октября — Жан Пьер Бриссо, Пьер Виктюрньен Верньо, Арман Жансонне, французские политические деятели (казнены).